# Zorns spelmanstävling i Mora 1908

Deltagare vid spelmanstävlingen i Mora 1908

Zorns spelmanstävling i Mora 1908 anordnades av Anders Zorn som en uppföljning av Zorns spelmanstävling i Mora 1907. Både deltagarantal och publik var större än 1906, men nyhetsvärdet hade svalnat något, eftersom liknande tävlingar hölls på många håll under året. Unikt var dock att i Mora var det även tävlingar för hornblåsare.

## Tävlingen 1908[1]
Zorn hade frågat deltagarna 1907 om de hade lust att komma och tävla även 1908, och svaret blev ett rungande ”ja”. Därför hölls det återigen tävlingar på Sandängarna i Mora den 20–21 juni 1908, en lördag och söndag. Domare var nu bara Nils Andersson, Hugo Alfvén och Anders Zorn. Till tävlingen hade 52 fiolspelare, tio hornblåsare, en nyckelharpospelare, en träpipspelare och en järnpipspelare anmält sig. Uppspelningen för domarna pågick första dagen utan publik medan prisutdelning och uppspelning andra dagen gick inför en publik på flera tusen.
Uppspelningen för domarna finns inte dokumenterad, och den publika delen på söndagen rapporterades inte heller lika noggrant som föregående år, men flera tusen åskådare fanns på plats, enligt tidningarna. Fioltävlingens förstapristagare Hjort Anders var i det närmaste okänd bland de övriga deltagarna – han hade ju flyttat från finnmarksbyn Bingsjö ner till Uppland några år tidigare. Där hade Nils Andersson fått höra talas om honom, träffat honom och tecknat upp låtar, och nu bjudit in honom till tävlingarna.
Prislista:

### Hornblåsning
| Pris       | Namn                                            | Summa      |
| ---------- | ----------------------------------------------- | ---------- |
| 1:a pris   | Ris Kerstin Persson, Rättvik.                   | 30 kronor. |
| 2:a pris   | Påvals Kerstin Andersdotter, Gagnef ”Bullermor” | 20 kronor. |
| 3:e pris   | Anders Otter, Mora                              | 10 kronor. |
| Minnespris | Tommos Kerstin Andersdotter, Älvdalen           | 10 kronor. |

### Fiolspel
| Pris          | Namn                            | Summa |
| ------------- | ------------------------------- | --- |
| 1:a pris      | Hjort Anders Olsson, Rättvik.   | 50 kronor. Han fick också ett pris skänkt av grosshandlare Axel Rundström, Stockholm: en fiol, värderad till 300 kr. |
| 2:a pris      | Sparf Anders Andersson, Rättvik | 20 kronor. |
| 2:a pris      | Tjäder Jonas Hedin, Boda        | 20 kronor. |
| 2:a pris      | Täpp Erik Andersson, Mora       | 20 kronor. |
| 3:e pris      | Olof Tillman, Dala-Floda        | 15 kronor. |
| 3:e pris      | Anders Stråle, Orsa             | 15 kronor. |
| 3:e pris      | Omas Ludvig Larsson, Transtrand | 15 kronor. |
| 3:e pris      | Gudmund Tåberg, Rättvik         | 15 kronor. |
| 3:e pris      | Emil Lindrot, Mora              | 15 kronor. |
| 3:e pris      | Lars Orre, Älvdalen             | 15 kronor. |
| 3:e pris      | Anders Tjäder, Boda             | 15 kronor. |
| Hederspris    | Frisells trio, Mockfjärd        | 30 kronor. |
| Hederspris    | Familjen Juhlin, Mora           | 30 kronor. |
| 1. minnespris | Timas Hans Hansson, Ore         | 20 kronor. |
| 1. minnespris | Höök Olof Andersson, Rättvik    | 15 kronor. |
| 2. minnespris | Isak Olof Persson, Älvdalen     | 10 kronor. |
| 2. minnespris | Gössa Anders Andersson, Orsa    | 10 kronor. |

## Deltagarlista 1908
enligt anonym anteckningsbok i Zornsamlingarna, Mora

### Spelmän
- Ludvig Eriksson, Grangärde (även horn)
- Vilhelm Hedlund, Enviken
- Ljuder Anders Ersson, Gopshus, Mora
- Olof Tillman, Dala-Floda
- Hjort Anders Olsson, Bingsjö
- Grund Anders Andersson, Bonäs, Mora
- Anders Frisell, Mockfjärd (även horn)
- Timas Hans Hansson, Ore
- Smids Anders Matsson, Bonäs, Mora
- Viola Frisell, Mockfjärd
- Gref Jon Hansson, Torrvål, Orsa
- Bus Olof Mårtensson, Sollerön
- Friselltrion (Anders, Viola & Elsa Frisell)
- Blecko Anders Olsson, Orsa
- Isak Anders Persson, Blyberg, Älvdalen
- Manns Anders Persson, Mockfjärd
- Gössa Anders Andersson, Viborg, Orsa
- Lars Orre, Rot, Älvdalen
- Skommar Anders Persson, Siljansnäs
- Anders Stråle, Holen, Orsa
- Gideon Fält, Rot, Älvdalen
- Roligs Per Andersson, Siljansnäs
- Ulas Vilhelm Andersson, Holen, Orsa
- Anders Limberg, Garberg, Älvdalen
- Anders Sundin, Östanhol, Leksand
- Slott Olof Ersson, Sandbäck, Orsa
- Skräddar Lars Andersson, Västermyckeläng, Älvdalen
- Anders Sjöholm, Sjugare, Leksand
- Emil Lindrot, Garsås, Mora
- Gods Anders Andersson, Brunnsberg, Älvdalen
- Höök Olof Andersson, Söderås, Rättvik
- Kings Selma Olofsdotter, Färnäs, Mora
- Elg Erik Olsson, Kättbo, Venjan
- Pers Gudmund Tåberg, Gärdebyn, Rättvik
- Täpp Erik Andersson, Noret, Mora
- Haga Olof Persson, Fors, Malung
- Sparf Anders Andersson, Backa, Rättvik
- C. E. Palmberg, Morkarlby, Mora
- Sjungar Lars Larsson, Lima
- Perols Anders Ersson, Stumsnäs, Rättvik
- E. A. Juhlin, Gopshus, Mora
- Lars Samuelsson, Lima
- Hans Tjäder, Boda
- Anders Juhlin, Gopshus, Mora
- Skommar Laurentius Larsson, Lima
- Tjäder Jonas Hedin, Lenåsen, Boda
- Erik Juhlin, Gopshus, Mora
- Omas Per Nilsson, Transtrand
- Anders Tjäder, Lenåsen, Boda
- Valentin Juhlin, Gopshus, Mora
- Omas Ludvig Larsson, Transtrand
- Olof Furubom, Boda
- Viktor Juhlin, Gopshus, Mora

### Hornblåsare
- Ludvig Eriksson, Grangärde (även fiol)
- Ris Kerstin Persson, Blecket, Rättvik
- Tommos Kerstin Andersdotter, Evertsberg, Älvdalen
- Anders Frisell, Mockfjärd (även fiol)
- Anders Otter, Morkarlby, Mora
- Frans Estenberg, Garberg, Älvdalen
- Påvals Kerstin Andersdotter, Gagnef
- Ryss Anna Olsdotter, Sollerön
- Bossel Anna Ersdotter, Västermyckeläng, Älvdalen

## Efterspel
Dessa var de sista tävlingar som stöttades av Anders Zorn, och synbarligen också de sista tävlingarna för hornblåsning. Fortsättningsvis kom horn att spela en mer symbolisk roll i folkmusiksammanhang, till exempel som inledning av spelmansstämmor, som till exempel vid Riksspelmansstämman 1910 i Stockholm.